# Кантинела (Беневенто)
Кантинела је насеље у Италији у округу Беневенто, региону Кампанија.
Према процени из 2011. у насељу је живело 296 становника. Насеље се налази на надморској висини од 64 м.